# یولیا دروسیلا (دختر کالیگولا)
یولیا دروسیلا (انگلیسی: Julia Drusilla؛ ‏ اواسط سال ۳۹ – ۲۴ ژانویه ۴۱ میلادی) اهل روم باستان و تنها فرزند و دختر امپراتور روم کالیگولا از چهارمین و آخرین همسرش میلونیا کیسونیا بود.

## تصویر سازی مدرن
او توسط بازیگران کودک ناشناس در مینی سریال «من، کلودیوس» محصول ۱۹۷۶، فیلم «کالیگولا» محصول ۱۹۷۹ و فصل سوم (۲۰۱۹) سریال آنتولوژی «امپراتوری روم» محصول نتفلیکس به تصویر کشیده شد.